# Nicoya-Halbinsel
Die Nicoya-Halbinsel wird durch den Golf von Nicoya vom Festland Costa Ricas abgetrennt. Im Nordwesten des Landes und somit am Pazifischen Ozean gelegen, befindet sich der nördliche Teil in der Provinz Guanacaste und der südliche Teil in der Provinz Puntarenas.